# (12984) Lowry
(12984) Lowry (1979 QF2) – planetoida z pasa głównego asteroid okrążająca Słońce w ciągu 4,8 lat w średniej odległości 2,84 j.a. Odkryta 22 sierpnia 1979 roku.